# Boris (månekrater)
 For alternative betydninger, se Boris. (Se også artikler, som begynder med Boris)
Boris er et meget lille nedslagskrater på Månen. Det befinder sig i Mare Imbrium på Månens forside og har fået navn efter det almindelige russiske drengenavn Boris.
Navnet blev officielt tildelt af den Internationale Astronomiske Union (IAU) i 1979.
Det er et af de mindste månekratere, som er blevet officielt navngivet af IAU.

## Omgivelser
Boriskrateret ligger nordøst for Delislekrateret. Det ligger i den sydvestlige ende af en slynget rille ved navn Rima Delisle. Denne rille snor sig mod nordøst i retning mod Heiskrateret, før den forsvinder i maret.